# Saragossa bergi
Saragossa bergi là một loài bướm đêm trong họ Noctuidae.